# 南希·德罗莱
南希·德罗莱（法語：Nancy Drolet，1973年8月2日—），加拿大女子冰球运动员，场上位置是前锋。她曾代表加拿大国家队参加1998年冬季奥林匹克运动会冰球比赛，获得一枚银牌。